# Lleó de Tessalònica
Lleó de Tessalònica (en llatí Leo o Leon , en grec medieval Λεών) fou un filòsof i eclesiàstic romà d'Orient del segle ix. Segons Teòfanes continuat, era parent del patriarca iconoclasta Joan el Gramàtic, membre de la família il·lustre dels Morocarzamis o Morocardanis i tutor de l'emperador Teòfil i finalment patriarca de Constantinoble del 832 al 842.

## Biografia
Es va caracteritzar pel seu interès en aprendre, i ell mateix diu que va estudiar gramàtica i poesia "mentre estava (διατρίβων) a Constantinoble" (el que voldria dir que no n'era natural) i va estudiar retòrica, filosofia i aritmètica amb Miquel Psel·los a Andros, visitant els monestirs propers i estudiant antics manuscrits. Va adquirir també coneixements d'astronomia, geometria, astrologia, música. Va tornar a Constantinoble on va ensenyar el que havia après als que el buscaven per a instruir-se. Un deixeble seu, al que havia ensenyat geometria, va acceptar el càrrec de secretari d'un oficial durant la guerra entre l'emperador i el califa Al-Mamun i va ser fet presoner a Amòrion (o potser es va passar a l'enemic), i es va donar a conèixer al califa, un patró de les ciències (839). El jove va admirar a la cort pels seus coneixements en geometria, però va dir a Al-Mamun que només era un aprenent, i que ho devia tot al seu mestre. El califa el va enviar a Constantinoble amb una carta convidant a Lleó a anar a Bagdad. Lleó, tement ser considerat traïdor per rebre correspondència de l'enemic, va ensenyar la carta al logoteta Teocist, que ho va comunicar a l'emperador. Teòfil, admirat dels coneixements de Lleó, el va nomenar professor a càrrec de l'estat, i poc després va ordenar al patriarca Joan que el consagrés arquebisbe de Tessalònica.
A la mort de l'emperador (842) la seva vídua Teodora va regnar com a regent del seu fill Miquel III i va canviar la tendència iconoclasta deposant al patriarca Joan i a Lleó de les seves seus Però Lleó, que sembla que era admirat pels seus coneixements, es va lliurar dels patiments del seu parent. Quan el cèsar Bardes, que volia reconstruir els ensenyaments a Constantinoble, va fundar l'escola de matemàtiques al Palau de Magnaura, va situar a Lleó al capdavant, amb uns quants deixebles seus com a professors, segons diuen Jordi Cedrè i Joan Zonaràs.
Lleó va ser fidel als interessos de Bardes, i el va advertir de les maquinacions de Basili I el Macedoni, després emperador. Encara era viu l'any 869.

## Obres
Se'l considera l'inventor d'un sistema de comunicació telegràfica per mitjà d'una cadena de focs que anaven de Síria a Constantinoble i que cremaven a hores determinades segons la natura de l'incident del que informaven.
Lleó Al·laci li atribueix Δέοντος τοῦ Φιλοσόφου Καρκῖνοι, Versus Carcini Leonis Philosophi, uns versos que es poden llegir tant endavant com endarrere. Probablement són els mateixos que alguns autors atribueixen a Lleó Gramàtic. Teòfanes continuat diu que va practicar l'astrologia, i es conserven manuscrits d'aquesta temàtica amb el nom d'aquest Lleó. François Combéfis li atribueix Χρησμοί, Oracula, generalment considerada obra de l'emperador Lleó VI el Filòsof.